# Flowers (Echo & the Bunnymen)
Flowers è il nono album discografico in studio del gruppo musicale rock britannico Echo & the Bunnymen, pubblicato nel 2001.

## Tracce
Tutti i brani sono stati scritti da Ian McCulloch e Will Sergeant.
1. King of Kings – 4:24
2. SuperMellow Man – 4:58
3. Hide & Seek – 4:07
4. Make Me Shine – 3:54
5. It's Alright – 3:32
6. Buried Alive – 3:55
7. Flowers – 4:16
8. Everybody Knows – 4:40
9. Life Goes On – 3:59
10. An Eternity Turns – 4:03
11. Burn for Me – 3:41